# Donaborów
Donaborów – wieś w Polsce w województwie wielkopolskim, w powiecie kępińskim, w gminie Baranów.

## Nazwa
Według podań Donaborów  wywodzi swą nazwę od „dona” i „bory”, tzn. darowizna borów wolnym chłopom, przez króla polskiego Jagiełłę.

## Historia
Miejscowość historycznie należy do ziemi wieluńskiej i pierwotnie związana była z Wielkopolską oraz Śląskiem. Ma metrykę średniowieczną i istnieje co najmniej od XII wieku. Wymieniona pierwszy raz w dokumencie zapisanym po łacinie w 1193 i 1219 jako „Domaborouo" .
Miejscowość została odnotowana w historycznych dokumentach prawnych i podatkowych. W 1219 po rozpatrzeniu sporu o dziesięcinę z Donaborowa pomiędzy klasztorem św. Wincentego we Wrocławiu oraz klasztoru św. Wawrzyńca w Kaliszu przyznano ją temu ostatniemu. Do tego momentu więc płaciła ją do Wrocławia. Pierwsze nadanie mogło nastąpić w 1193. W 1266 jednak ponownie płaciła biskupowi wrocławskiemu. W 1459 Stanisław Kępiński, kanonik wieluński, zrzekł się na rzecz brata Tomasza m.in. Donaborowa, który do tej pory trzymał go prawdopodobnie w dzierżawie. W 1474 król polski Kazimierz IV Jagiellończyk zapisał Tomasza Kępińskiemu 50 grzywien na Jankowach i Donaborowie. W 1497 Mikołaj Kępiński pożyczył 18 florenów od mieszczanina baranowskiego Macieja pod zastaw 1 łana w Donaborowie .
W końcu XVI wieku Donaborów był wsią królewską w tenucie bolesławieckiej w powiecie ostrzeszowskim województwa sieradzkiego. W 1564 we wsi gospodarowało 10 kmieci na półłankach oraz 2 sołtysów na 3 półłankach. W miejscowości czynsz z półłanków płacono po 24 groszy, 2 zagrodników płaciło po 12 groszy. Odnotowano także młyn na rzece Niesób. W 1651 we wsi było 12 kmieci, a 2 łany należały do plebana .
Szkoła Podstawowa w Donaborowie istniała już przed 1664 rokiem, jest więc jedną z najstarszych w powiecie kępińskim. W końcu XVII w. uczęszczało do niej 100-120 dzieci. W 1899 r. rozebrano starą drewnianą salkę szkolną w Donaborowie i przybudowano nową murowaną. W 1907 r. miał miejsce protest uczniów i rodziców przeciwko nauce religii w języku niemieckim. W 1944 r. w szkole w Donaborowie znajdował się obóz dla Niemców ewakuowanych z Rosji i Rumunii.

## Obecnie
Położona nad strumieniem Niesób, ok. 7 km na wschód od Kępna. W centrum wsi znajduje się zabytkowy drewniany kościół który został ufundowany w 1405 r. przez króla Polski Władysława Jagiełłę, a parafię erygował biskup Wacław II legnicki. W ostatniej dekadzie XX wieku obok wybudowano kaplicę przedpogrzebową. Proboszczem parafii jest ks. Tomasz Szymczak. Do parafii należy także wioska Jankowy. We wsi znajdują się zakłady przemysłowe produkujące meble, a także odremontowany dworek z parkiem i boiskiem. Wieś ma swoją szkołę podstawową z przedszkolem. W 2016 r. wybudowano nowoczesną salę gimnastyczną.
W latach 1975–1998 miejscowość należała administracyjnie do województwa kaliskiego.